# Puppet Combo
Puppet Combo es una empresa de desarrolladora de videojuegos independientes, fundada por Benedetto "Ben" Cocuzza en el año 2012 como Pig Farmer Games y con sede en Brooklyn. Los juegos de Puppet Combo, como Nun Massacre (2018) y el aclamado por la crítica Murder House (2020), son en su mayoría videojuegos de terror y supervivencia desarrollados exclusivamente por Cocuzza e inspirados en los primeros juegos de PlayStation y VHS. También se inspiran con frecuencia en películas de terror de los años 80, específicamente películas de género grindhouse y slasher. Puppet Combo lanza sus videojuegos principalmente a través de Patreon e Itch.io. En el año 2021 Cocuzza lanzó Torture Star Video, un editor de videojuegos de terror de calidad ligera.

## Videojuegos desarrollados
| Año  | Título                               | Plataformas                                                                                | Notas                            |
| ---- | ------------------------------------ | ------------------------------------------------------------------------------------------ | -------------------------------- |
| 2013 | Babysitter Bloodbath                 | PC                                                                                         | Originalmente titulado Halloween |
| 2015 | Power Drill Massacre                 | PC                                                                                         |                                  |
| 2016 | Meat Cleaver Mutilator               | PC                                                                                         |                                  |
| 2017 | The Night Ripper                     | PC                                                                                         |                                  |
| 2018 | Night Shift                          | PC                                                                                         |                                  |
| 2018 | Stay out of the house (Early access) | PC                                                                                         |                                  |
| 2018 | Spiders                              | PC                                                                                         |                                  |
| 2018 | Feed Me Billy                        | PC                                                                                         |                                  |
| 2018 | Nun Massacre                         | PC, PlayStation 4, PlayStation 5, Nintendo Switch, iOS, Android, Xbox One, Xbox Series X/S |                                  |
| 2019 | The Glass Staircase                  | PC                                                                                         |                                  |
| 2019 | The Riverside Incident               | PC                                                                                         |                                  |
| 2019 | Day Seven                            | PC                                                                                         |                                  |
| 2019 | Samhain                              | PC                                                                                         |                                  |
| 2019 | Scary Tales Vol. 1                   | PC                                                                                         | Recopilatorio.                   |
| 2020 | Night Watch                          | PC                                                                                         |                                  |
| 2020 | Murder House                         | PC, PlayStation 4, PlayStation 5, Xbox One, Xbox Series X/S, Nintendo Switch               |                                  |
| 2021 | Christmas Massacre                   | PC, PlayStation 4, PlayStation 5                                                           |                                  |
| 2022 | Stay Out of the House                | PC, PlayStation 4, PlayStation 5, Nintendo Switch, iOS, Android, Xbox One, Xbox Series X/S |                                  |

### Videojuegos Distribuidos
| Año  | Título                            | Desarrollador      | Plataformas                                                                  | Notas |
| ---- | --------------------------------- | ------------------ | ---------------------------------------------------------------------------- | ----- |
| 2019 | Search Party                      | Lum                | PC                                                                           |       |
| 2019 | Tonight It Follows                | Jordan King        | PC                                                                           |       |
| 2019 | These Trees Are Spectral Fingers  | kavvkka            | PC                                                                           |       |
| 2020 | Ski Freak                         | Jordan King        | PC                                                                           |       |
| 2020 | The Summoning                     | Jordan King        | PC                                                                           |       |
| 2020 | The Enigma of Salazar House       | Maldo19            | PC                                                                           |       |
| 2021 | Bloodwash                         | Jordan King        | PC, PlayStation 4, PlayStation 5, Nintendo Switch, Xbox One, Xbox Series X/S |       |
| 2022 | Deadly Night                      | Cubyte Games       | PC                                                                           |       |
| 2022 | The Booty Creek Cheek Freak       | Jordan King        | PC                                                                           |       |
| 2022 | Night at the Gates of Hell        | Jordan King        | PC, Playstation 4/5, Nintendo Switch, Xbox One, Xbox Series X/S              |       |
| 2023 | Rewind or Die                     | COMP-3 Interactive | PC                                                                           |       |
| 2023 | Ding Dong Dead                    | Jordan King        | PC                                                                           |       |
| 2023 | No One Lives Under the Lighthouse | Marevo Collective  | PC, Playstation 4/5, Nintendo Switch, Xbox One, Xbox Series X/S              |       |